# Rosalba Forciniti
Rosalba Forciniti (n. 13 februarie 1986, Cosenza, Calabria, Italia) este o sportivă ce a reprezentat Italia, medaliată olimpică. A participat la o ediție a Jocurilor Olimpice (2012) în care a câștigat o medalie de bronz.

## Participări
Lista de mai jos prezintă principalele competiții la care a participat Rosalba Forciniti de-a lungul carierei.
- judo at the 2012 Summer Olympics – women's 52 kg[*]